# Muscoli trasversospinali
Nell'anatomia umana i muscoli trasversospinali sono un gruppo di muscoli del dorso.

## Anatomia
Essi sono:
- Muscolo semispinale del torace
- Muscolo semispinale del collo
- Muscolo semispinale della testa
- Muscolo multifido
- Muscoli rotatori